# Victor Marres
Gerard Paul "Victor" Fernand Marres, na 1924 ook Victor Marrès (Maastricht, 4 december 1885 - Hilversum, 21 mei 1957), was een Nederlands architect-urbanist en publicist, die ook in België werkzaam was. In Maastricht werkte hij enkele jaren samen met Willem Sandhövel. In België werd hij tijdens zijn actieve loopbaan gerekend tot de toonaangevende modernistische architecten. Na zijn dood raakte hij enigszins in de vergetelheid.

## Levensloop
Victor Marres stamde uit een bekend Maastrichts patriciërsgeslacht. De familiegeschiedenis gaat terug tot het einde van de veertiende eeuw. In de loop van vier eeuwen beheerden leden van de familie zestien brouwerijen in Maastricht.
Victor, soms ook aangeduid als Fernand, werd in 1885 geboren als achtste van tien kinderen (waarvan twee zonen) van Jan "Constant" Marres en Marie Hubertine Gertrude "Angélique" Chambille, eveneens afkomstig uit een oud Maastrichts brouwersgeslacht. Vader Marres was eigenaar van de distilleerderij "De Valk", later "Den Engel", gevestigd aan de Boschstraat nrs. 29-31 (afgebroken; tegenwoordig Bastion Hotel). Mogelijk was daar ook een gistfabriek gevestigd. Constant Marres bezat tevens een wijnhandel, opende in 1890 een filiaal van The Continental Bodega Company in de Grote Staat en was vanaf 1895 eigenaar van Hotel Derlon aan het Onze Lieve Vrouweplein. Mogelijk was de wijnhandel gevestigd aan de Van Hasseltkade, destijds gelegen aan het Kanaal Luik-Maastricht. Of een van deze panden tevens diende als woonhuis van de familie, is niet bekend. Een van Victors oudere zussen werd later bekend als de schrijfster Pauline Plantenberg-Marres.
Victor bleek eveneens een kunstzinnig kind. Op jonge leeftijd volgde hij teken- en schilderlessen bij Robert Graafland. De zondagsschilderschool, meestal "de klas van Graafland" genoemd, bestond verder uit de broers Pierre en Mathias Kemp, Henri Jonas, Edmond Bellefroid, Jan Grégoire, de broers Jan en Jos Postmes, Charles Hollman en Joep Narinx. 's Winters werd in een bovenzaal van de voormalige Augustijnenkerk naar model geschilderd, 's zomers werd in de omgeving van Maastricht 'en plein air' geschilderd. Zijn opleiding tot architect volgde hij naar verluidt aan de 'academie van Amsterdam'. Daarna zou hij werkzaam zijn geweest op het bureau van Hendrik Petrus Berlage.
In 1920 trad hij in het huwelijk met Gabrielle Hubertine Marie Regout (1892-1980), telg uit het ondernemersgeslacht Regout (tak Edouard Regout). Haar vader was oprichter-directeur van de NV Stoombierbrouwerij Ceres en bouwheer van de villa Ceres aan de Bosscherweg, waar Gabrielle waarschijnlijk opgroeide. Het echtpaar Marres-Regout kreeg drie kinderen, een dochter en twee zoons, waarvan de oudste zoon als zuigeling stierf.
Vanaf 1919 was Victor Marres geassocieerd met de van oorsprong Amsterdamse architect Willem Sandhövel, die eveneens op het bureau van Berlage had gewerkt. Het architectenbureau Marres & Sandhövel was aanvankelijk gevestigd aan de Van Hasseltkade nr. 4, mogelijk het voormalige woonhuis van de familie Marres-Chambille; later op Cortenstraat 1. De meeste van hun ontwerpen waren in traditionalistische stijl, soms met kenmerken van de Amsterdamse School (Jeanne d'Arclyceum) of de art deco (winkelpui Grote Staat 32). In 1927 ontstond er een geschil tussen Marres en Sandhövel enerzijds, en Bouwvereeniging St. Servatius anderzijds, over honoraria bij het niet realiseren van een ontwerp. De samenwerking tussen Marres en Sandhövel eindigde omstreeks 1928, omdat Victor Marres al in 1924 met vrouw en kinderen naar Ukkel bij Brussel was vertrokken. Victor hoopte in België zijn ambities als architect te kunnen waarmaken. Het gezin Marres-Regout bewoonde in Ukkel de helft van een door Victor ontworpen dubbel woonhuis (Riddershofstedelaan 3). De andere helft (nr. 5) werd bewoond door het gezin van Edouard ("Eetje") Regout, een jongere broer van Gabrielle.
In de omgeving van Brussel ontwierp hij voornamelijk woonhuizen voor de gegoede burgerij, in een stijl die het midden hield tussen de Amsterdamse en Delftse School. Vanaf circa 1935 is een kentering in zijn werk te zien. De donkere baksteen en houten kozijnen maken plaats voor een lichtere baksteen en stalen kozijnen. Ook hield hij zich bezig met stedenbouwkunde. Hij toonde zich een voorstander van de tuindorpgedachte. De Tweede Wereldoorlog betekende een breuk in zijn carrière. Na 1945 zijn geen ontwerpen van hem bekend. Wellicht was hij enigszins gedesillusioneerd, want van zijn geschriften en tekeningen heeft hij niets willen bewaren. Wel zijn een tiental tekeningen bewaard gebleven die hij publiceerde ter illustratie van artikelen in diverse tijdschriften.
Over zijn nevenactiviteiten en lidmaatschappen is weinig bekend. In elk geval was hij in 1918 secretaris van de Afdeeling Beeldende Kunsten van de Sociëteit Momus in Maastricht. In België was hij lid van de Société Belge des Urbanistes et Architectes Modernistes (S.B.U.A.M.).
Over de periode na zijn terugtreden als architect-urbanist is niets bekend. Victor Marres overleed op 71-jarige leeftijd in Hilversum. Enkele jaren na zijn dood trad zijn weduwe in het huwelijk met haar zwager Wilhelm Paul Plantenberg (1892-1981), weduwnaar van Pauline Plantenberg-Marres.

## Bouwwerken (selectie)

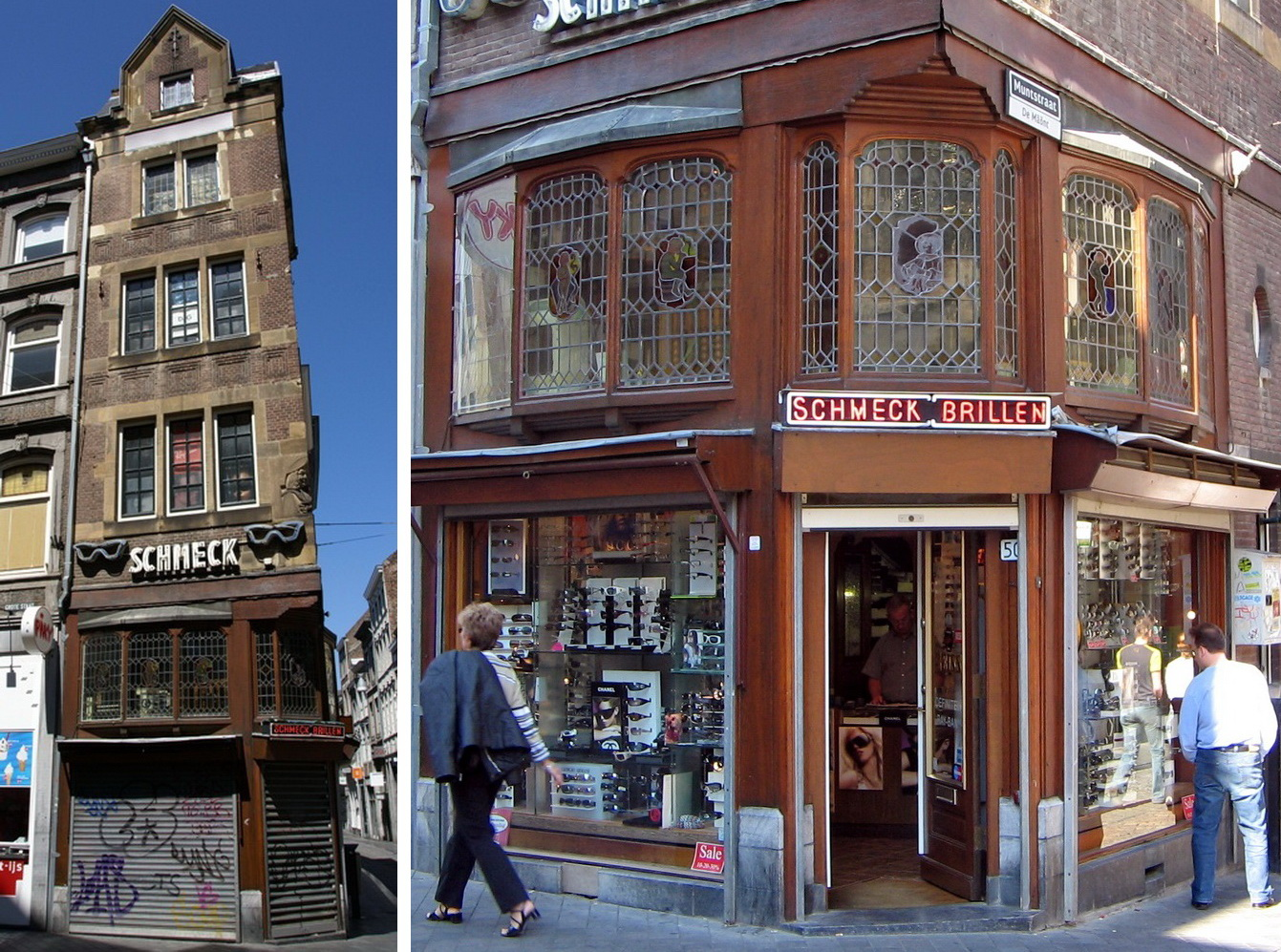
Muntstraat 50 / hoek Grote Staat (1919/20)
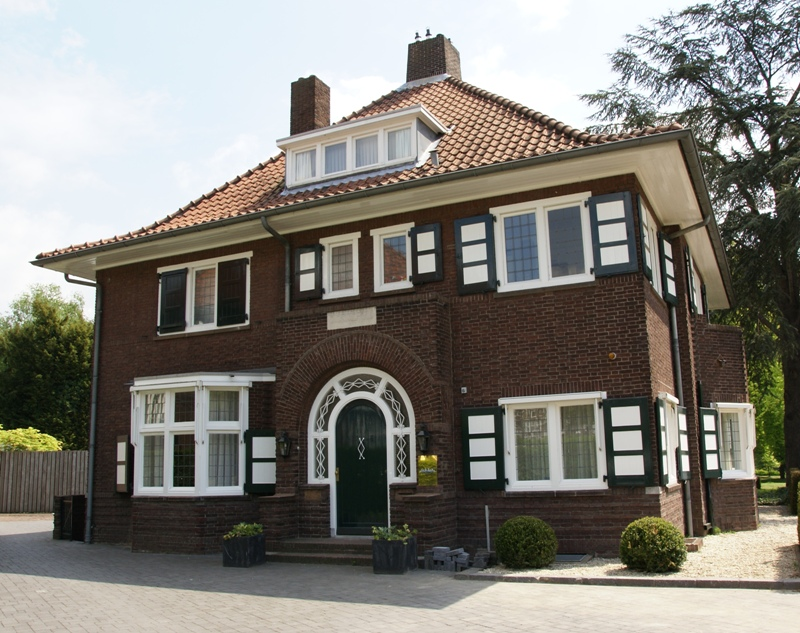
Villa Zonnehuis (1925, met W. Sandhövel)
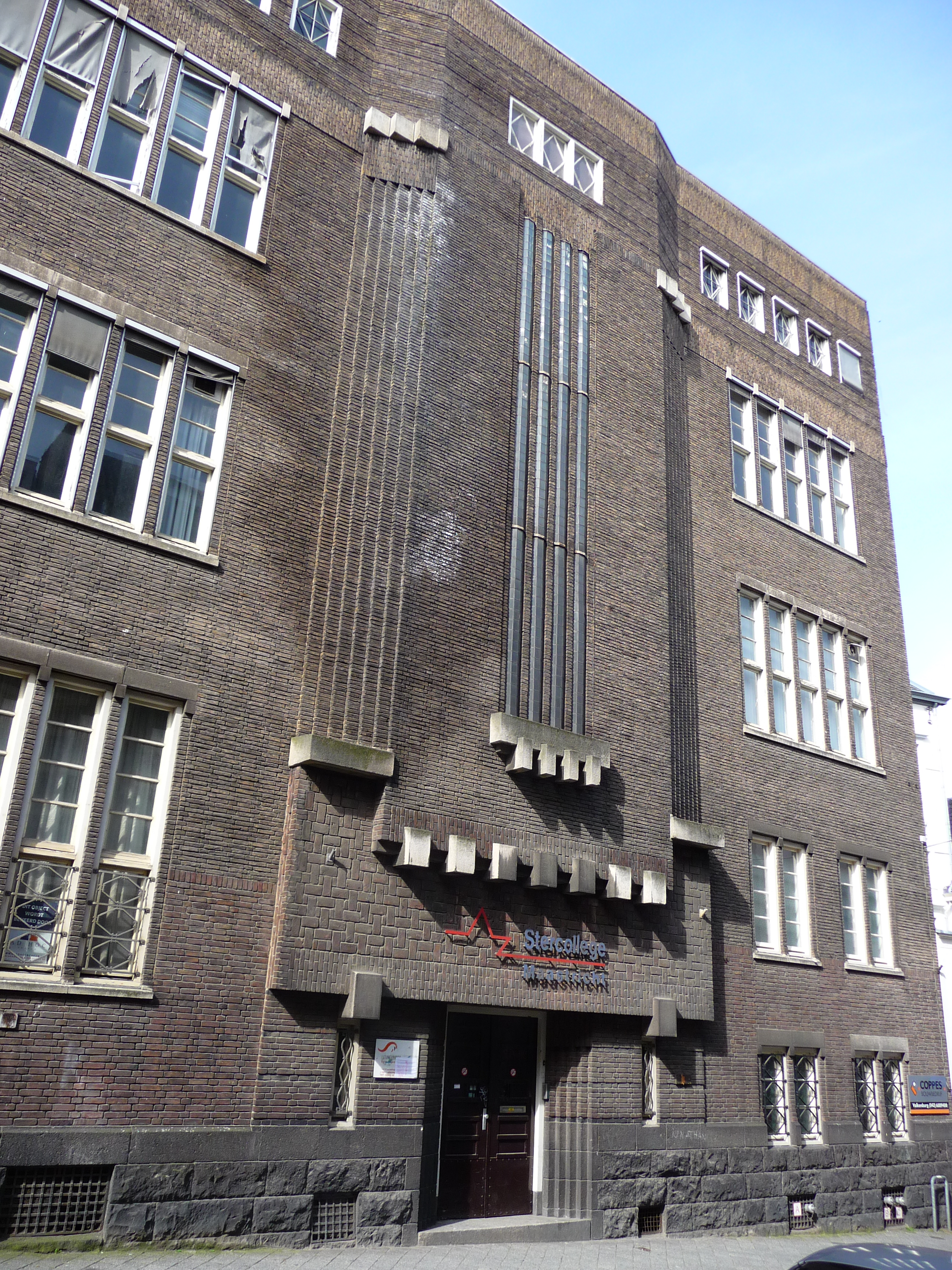
Jeanne d'Arclyceum (1928; met W. Sandhövel)
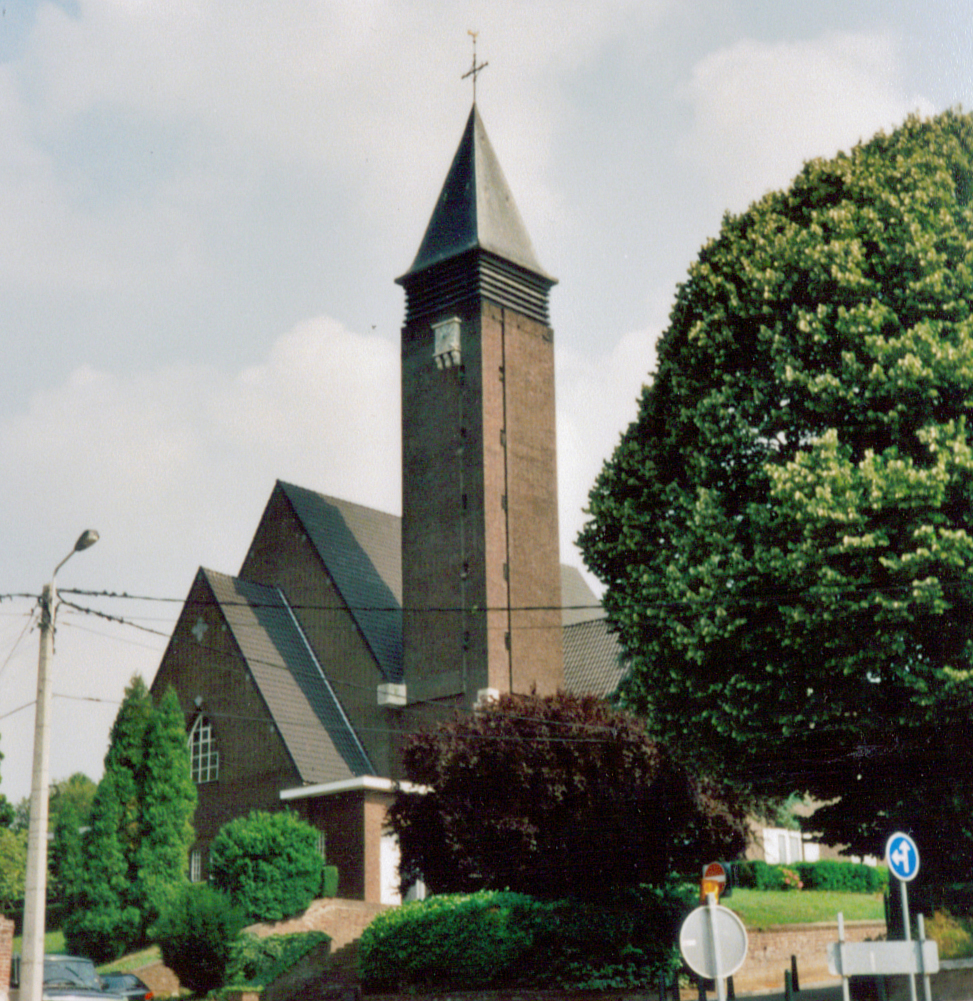
Sint-Theresiakerk Grand-Manil (1930/31)